# Ceresa chacoana
Ceresa chacoana är en insektsart som beskrevs av Remes-lenicov 1973. Ceresa chacoana ingår i släktet Ceresa och familjen hornstritar. Inga underarter finns listade i Catalogue of Life.